# جمال الدين الحسين
جمال الدين الحسين (709 - 778 هـ) شيخ وتاجر وداعية إسلامي هاجر من موطنه إلى جزر الشرق الأقصى للاتجار ونشر الإسلام والدعوة إلى الله، حيث يعد من أوائل الدعاة المسلمين في جزيرة جاوة. وجاء من نسله معظم الأولياء التسعة الذين نشروا الإسلام في جاوة والتي تعتبر حاليًا من أكثر مناطق العالم تعدادًا للمسلمين.

## نسبه
حسين بن أحمد بن عبد الله عظمة خان بن عبد الملك بن علوي عم الفقيه المقدم بن محمد صاحب مرباط بن علي خالع قسم بن علوي بن محمد بن علوي بن عبيد الله بن أحمد المهاجر بن عيسى بن محمد النقيب بن علي العريضي بن جعفر الصادق بن محمد الباقر بن علي زين العابدين بن الحسين السبط بن الإمام علي بن أبي طالب، والإمام علي زوج فاطمة بنت محمد ﷺ.
فهو الحفيد 19 لرسول الله محمد ﷺ في سلسلة نسبه.

## مولده ونشأته
ولد في منطقة مليبار بالهند سنة 709 هـ/ 1310 م. وكان والده حاكمًا لولاية مليبار، وجده عبد الملك هو الذي هاجر إلى الهند قادمًا من حضرموت. سافر جمال الدين الحسين إلى مناطق مختلفة للاستزادة من المعارف، منها مدينة سمرقند بآسيا الوسطى وعاش فيها فترة طويلة من الزمن حيث كانت من مراكز العلم والمعرفة في ذلك الوقت.

## هجرته
هاجر إلى أرخبيل الملايو في حدود سنة 750 هـ/ 1349 م، وهو أول من انتقل من آل عظمة خان إلى جنوب شرق آسيا. وكانت أحد الأسباب الرئيسية التي أدت إلى هجرته هي التبشير بدعوة الإسلام. وصل إلى كلنتن بشبه جزيرة الملايو ومنها توجه إلى ساموديرا باساي بجزيرة سومطرة، ثم انتقل إلى جزيرة جاوة، وعرف هناك باسم "جماد الكبرى"، غير أن وجوده في جاوة لم يكن معروفًا على نطاق واسع مثل أحفاده المعروفين بالأولياء التسعة. كانت المناطق الشرقية من جاوة في ذلك الوقت تحت حكم مملكة ماجاباهيت الهندوسية التي كان من الصعب جدًا اختراقها، لأنها كانت تسيطر على المناطق الداخلية بجاوة، وكانت التعاليم الهندوسية التي يلتزم بها الشعب الجاوي لها تأثير كبير جدًا على الحياة.

## جهوده الدعوية
وفي سيره إلى جزيرة جاوة قسّم جمال الدين الحسين مع علماء آخرين وطلابه وأبنائه أنفسهم إلى ثلاث مجموعات، فأما المجموعة الأولى دخلت بقيادته مباشرة إلى جاوة عبر سمارانغ لكنها توقفت في ديماك. ومن ديماك استمرت الرحلة إلى منطقة ماجاباهيت، على وجه الدقة في قرية صغيرة تسمى ترولان. وهناك قامت هذه المجموعة ببناء رباط يهدف إلى تعليم الإسلام لأي شخص يريد دراسة الديانة الإسلامية. وأما المجموعة الثانية فذهبت إلى مدينة غريسيك وكان من بينها حفيده ملك إبراهيم بن بركات زين العابدين مع أخيه جعفر إبراهيم. والمجموعة الثالثة يقودها نجله إبراهيم أسمورو وذهبت إلى توبان [الإنجليزية].
دخل جمال الدين الحسين مملكة ماجاباهيت وعاش في البداية في منطقة بوجونغورو [الإنجليزية]، وأخذ بالتعريف بالإسلام وبالوعظ والإرشاد، وأعطت خبرته التي يمتلكها في مجال الزراعة الكثير من الفوائد لأهل ماجاباهيت حتى استطاع أن يستميلهم إليه، وفي نهاية المطاف اعتنق كثير من أهل ماجاباهيت الإسلام.

## وفاته
توفي سنة 778 هـ/ 1376 م ودفن في ترولان بمقاطعة جاوة الشرقية، ويقصد مقامه الآن الكثير من الناس من جميع أنحاء إندونيسيا. وقيل أنه ذهب إلى جزيرة سولاويزي وعاش فيها بقية حياته وذلك لأن معظم شعب البوقس لم يعتنق الإسلام، وتوفي سنة 857 هـ/ 1453 م، ودفن في قرية طوسورا وبجانبه مسجد طوسورا القديم بمنطقة واجو حيث يوجد مقام له هناك، بالإضافة إلى مزارات أخرى متفرقة في جزيرة جاوة تنسب إليه.

### استشهادات
1. ↑  المشهور، عبد الرحمن بن محمد (1404 هـ). "شمس الظهيرة" (PDF). جدة، المملكة العربية السعودية: عالم المعرفة. ج. الجزء الثاني. ص. 529. مؤرشف من الأصل (PDF) في 2 يناير 2020. {{استشهاد بكتاب}}: تحقق من التاريخ في: |تاريخ= (مساعدة)
2. ↑  "Maulana Husain, Pelopor Dakwah Nusantara". Kanzunqalam's Blog. مؤرشف من الأصل في 2020-09-20.
3. ↑  BS, Tri Wibowo (2015). Akulah Debu Di Jalan Al-Musthofa: Jejak-Jejak Awliya Allah (بالإندونيسية). Jakarta, Indonesia: Prenada. p. 208.
4. ↑  Ibda, Hamidulloh (2019). Andrian Gandi Wijanarko (ed.). Peradaban Makam: kajian inskripsi, kuburan, dan makam (بالإندونيسية). Indonesia: CV. Asna Pustaka. p. 67.
5. ↑  "Syeik Jumadil Kubra: Bapak Para Wali di Nusantara". Gana Islamika. 2018. مؤرشف من الأصل في 2020-09-20.